# Flore d'Algérie
La Flore d'Algérie (celle des plantes spontanées ou indigènes) est riche de plusieurs milliers d'espèces botaniques appartenant au domaine de la Flore d'Afrique du Nord. Elle se compose d'une partie de la Flore méditerranéenne et est un sous-ensemble de la Flore d'Afrique.
La flore est formée de plusieurs catégories dont 314 genres assez rares, 30 rares, 330 très rares et 600 endémiques, dont 64 se trouvent au Sahara. En tout, 226 espèces sont menacées d'extinction.

## Cadre historique
Les premières études connues remontent aux travaux de Jules Aimé Battandier et Louis Charles Trabut, puis à ceux de René Charles Joseph Maire sur l'Afrique du Nord et enfin aux travaux de Pierre Quézel et Sébastien Santa. 
Après l'indépendance de l'Algérie en 1962, les études sur sa flore ont marqué un temps mort. La coopération reprend avec les Universités et Centres de recherche français.

## Cadre botanique
Dans le bassin méditerranéen, point chaud de biodiversité, le Nord de l'Algérie occupe une place importante.
Elle comprend diverses espèces endémiques.

## Cadre légal
Plusieurs espèces de la flore algérienne sont protégées par le décret exécutif no 12-03 du 10 Safar 1433 correspondant au 4 janvier 2012 fixant la liste des espèces végétales non cultivées protégées, publié au journal officiel de la République Algérienne N° 03 du 18 janvier 2012.

## Parcs et réserves

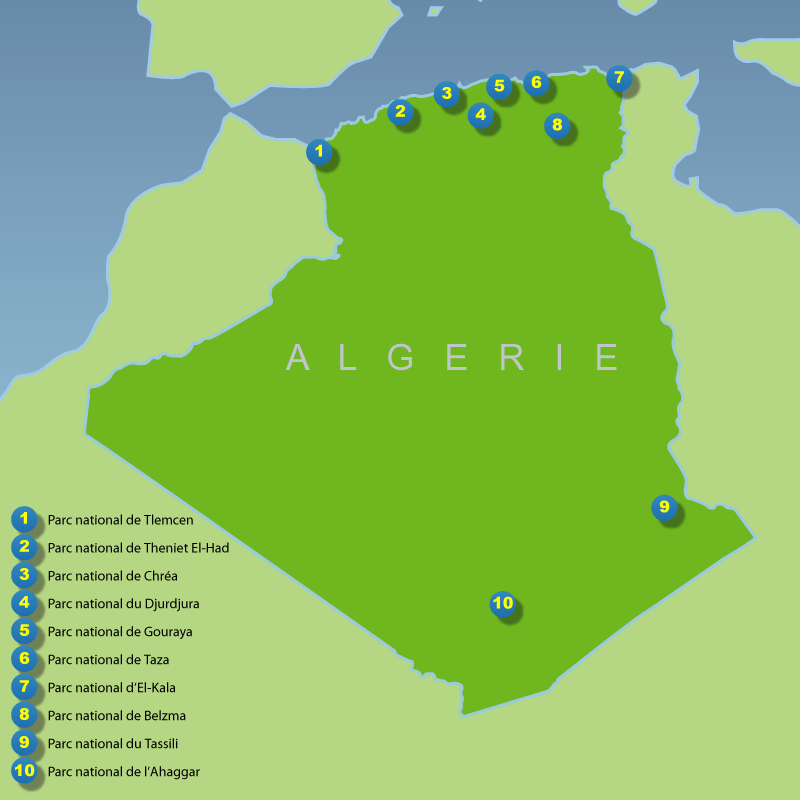
Parcs nationaux d'Algérie

L'Algérie compte actuellement 11 parcs nationaux où non seulement faune et flore sont protégées, mais aussi les sites spéléologiques:
- Parc culturel du Tassili
- Parc national de Theniet El Had
- Parc national du Djurdjura
- Parc national de Chréa
- Parc national d'El-Kala
- Parc national de Belezma
- Parc national de Gouraya
- Parc national de Taza
- Parc culturel de l'Ahaggar
- Parc national de Tlemcen
- Parc national de Djebel Aissa